# Cigales (vino)
Cigales es una denominación de origen vinícola de la comunidad castellana y leonesa. Su nombre proviene de su principal núcleo, el municipio de Cigales. 
Su zona de producción está situada a caballo entre la provincia de Palencia y la provincia de Valladolid (España). Regada por el río Pisuerga la denominación de origen Cigales comprende trece municipios cuyo centro es Cigales. 
Obtuvo la calificación de Denominación de origen en el año 1991. También obtuvo su registro ante la Unión Europea el 20 de junio de 1992. Finalmente, cuenta con registro ante la Organización Mundial de la Propiedad Intelectual desde 22 de junio de 2021.
Aunque es una denominación de origen relativamente joven, en el siglo X aparecen ya propietarios de viñedos en la comarca según se comprueba documentalmente.

## El entorno

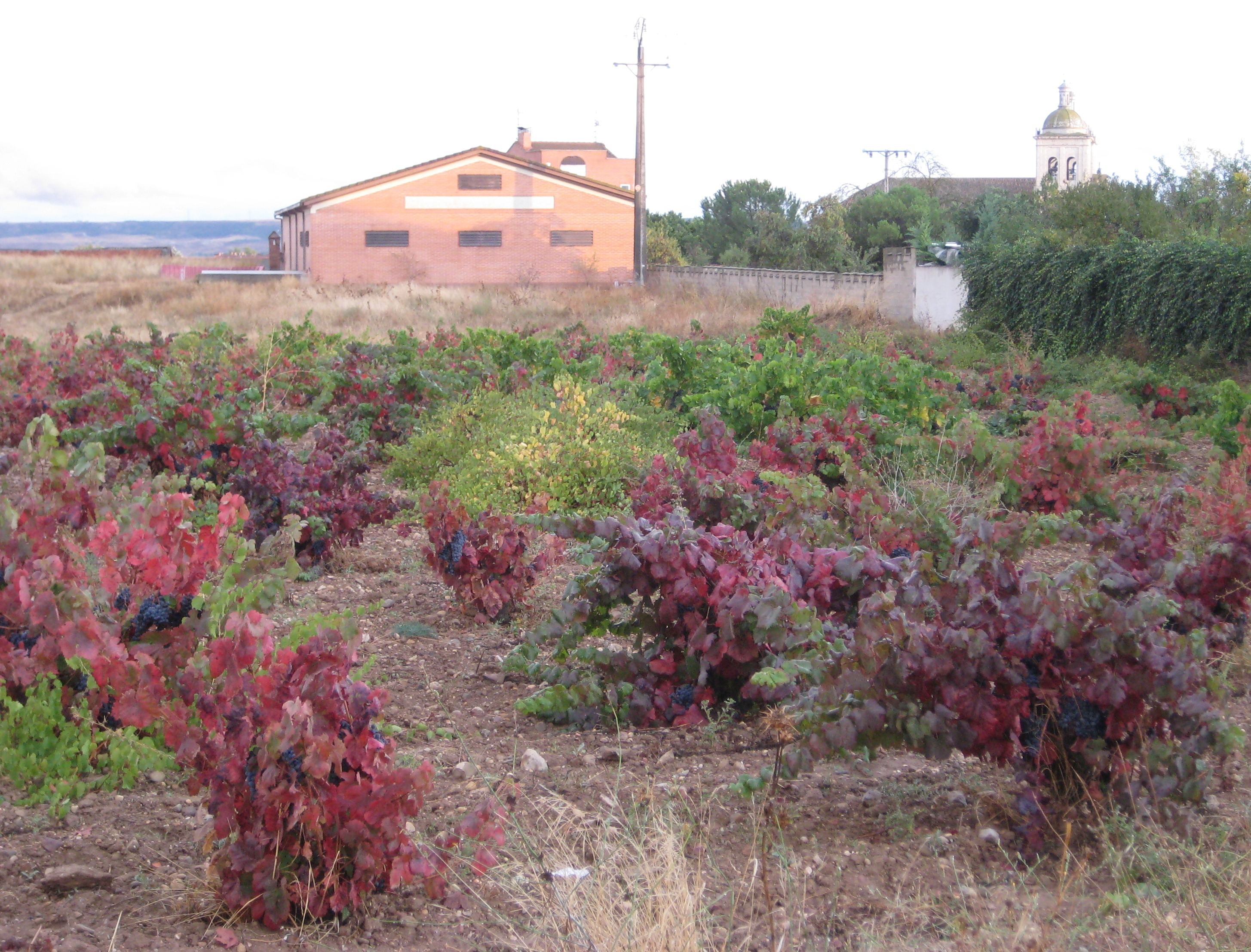
Viñedo en Cigales.

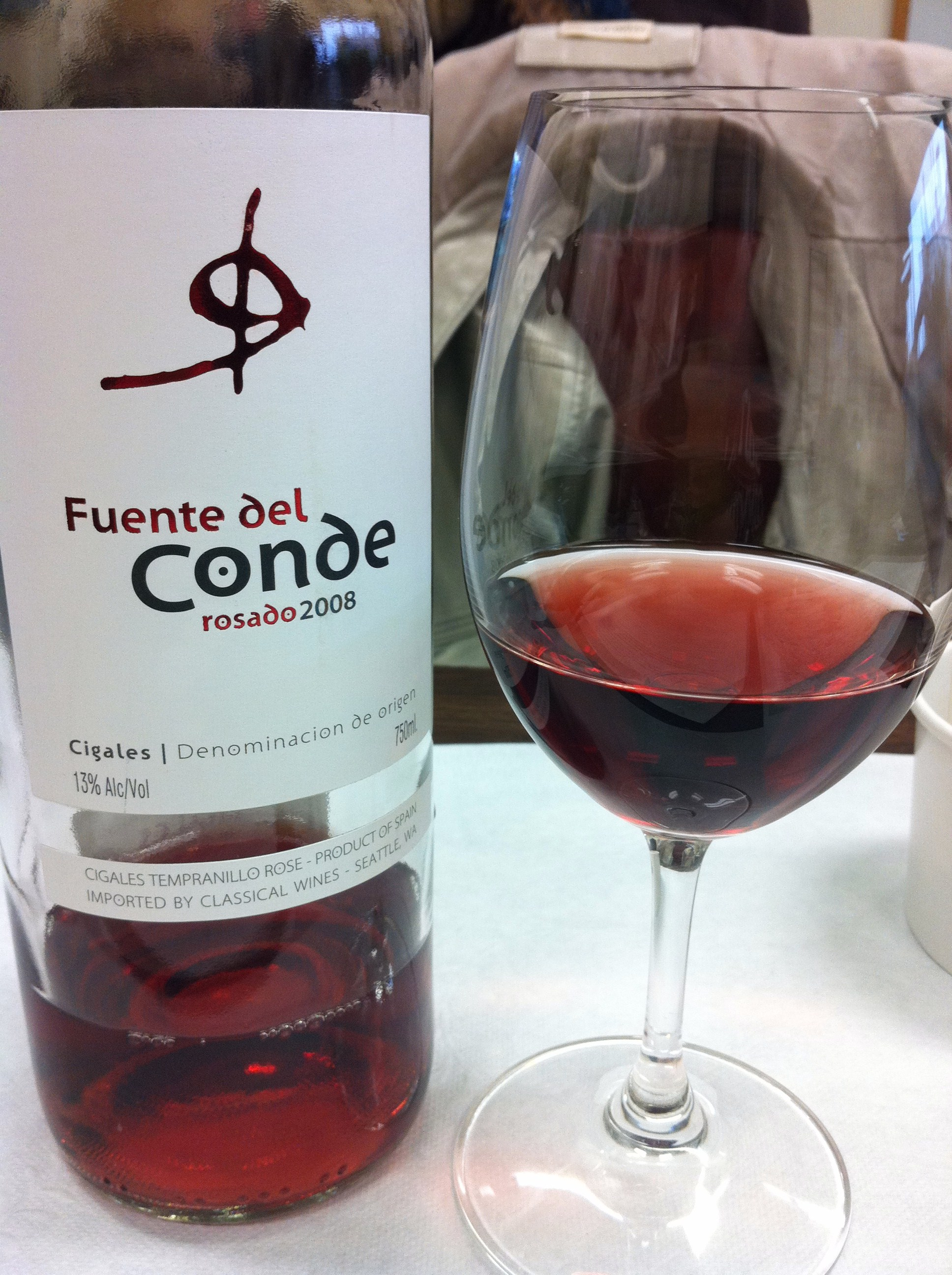
Un típico rosado de Cigales

La altitud media de los viñedos es de 750 metros. Los suelos son arenosos y calizos, con apenas materia orgánica. El clima es continental, con una temperatura media anual de 12 oC y una precipitación media anual de 400 l/m2.

## Características de los vinos
Tintos: Vinos de 12o a 14o de graduación. Los jóvenes son frescos y afrutados.
Rosados: Vinos de 10,5o a 13o de graduación. A ellos debe principalmente su fama esta denominación.
Claretes: Procedentes de una mezcla de uva tinta y uva blanca,y en ocasiones, agua, estos vinos tienen gran tradición en Cigales.

## Uvas
- Tempranillo (la principal variedad de uva de esta DO).
- Garnacha (tinta y gris)
- Verdejo
- Albillo

## Añadas
- 1985 Muy Buena
- 1986 Buena
- 1987 Buena
- 1988 Buena
- 1989 Muy Buena
- 1990 Buena
- 1991 Buena
- 1992 Buena
- 1993 Buena
- 1994 Buena
- 1995 Buena
- 1996 Buena
- 1997 Buena
- 1998 Muy Buena
- 1999 Muy Buena
- 2000 Muy Buena
- 2001 Muy Buena
- 2002 Muy Buena
- 2003 Excelente
- 2004 Muy Buena

## Bodegas

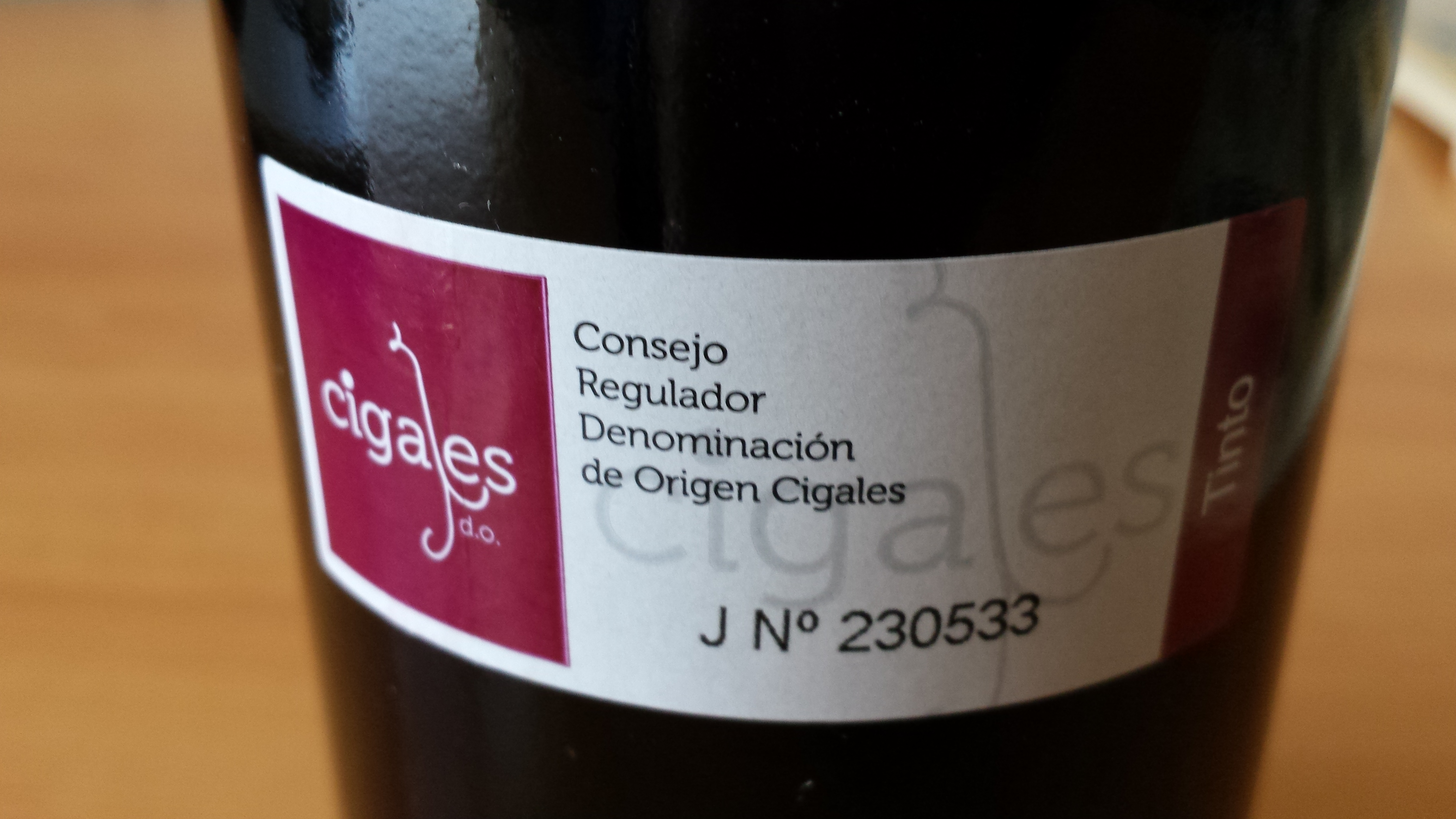
Etiqueta de la DO Cigales

- Bodega Cooperativa Cigales
- Bodegas Frutos Villar
- Bodega Hiriart
- Bodegas Museum
- Bodega Ovidio García
- Bodegas y Viñedos Pilcar
- Bodega Valdelosfrailes
- Bodegas La Legua

### Bodegas radicadas en Fuensaldaña
- Bodega Hermanos Duque Garcia

### Bodegas radicadas en Trigueros del Valle
- Bodega Lezcano-Lacalle

### Bodegas radicadas en Mucientes
- Bodegas Amalio del Pozo
- Bodegas Andrés Herrero e hijos
- Bodegas Aurelio Pinacho Centeno
- Bodega González Lara
- Bodega Hijos de Marcos Gómez
- Bodega Hijos de Rufino Iglesias
- Bodega San Antón
- Bodegas Sinforiano
- Bodega Traslanzas

### Bodegas radicadas en Cubillas de Santa Marta
- Bodegas y Viñedos Alfredo Santamaria
- Bodegas Santa Rufina
- Bodegas Valdelosfrailes
- Bodegas CH Vinos de Cubillas
- Bodegas Valeriano
- Bodegas Farrán
- Bodegas Las Norias

### Bodega radicada en Dueñas
- Bodega de Remigio de Salas Jalón. Se trata de la única bodega palentina adscrita a la Denominación Origen de Cigales. Se tiene constancia de la bodega desde al menos 1738, aunque tiene su máximo desarrollo a finales del siglo XIX cuando Pablo Salas Quevedo, empezó a exportar sus vinos a Francia (afectada antes que España por la filoxera), a través de la Sociedad Eldana creada por él mismo. El vino se exportaba a través del puerto de Pasajes a Burdeos, después de un penoso viaje en carros desde Dueñas. Gracias a este crecimiento, ampliaron sus bodegas, heredadas de los Medinarosales, al menos desde 1738, construyendo un excepcional lagar de piedra de sillería en 1887 y recuperaron sus viñedos replantando sobre pies americanos en los comienzos del siglo XX, tras el ataque de la filoxera. La tradición vinícola fue heredada por su hijo Pedro Salas Medinarosales que, a su vez, fue continuada por su hijo Remigio de Salas Jalón, uno de los impulsores de la creación de la Denominación de Origen, fallecido en 2011. Hoy en día se sigue produciendo el vino en esta histórica bodega, que puede ser visitada.